# Számtani közép
Számtani vagy aritmetikai középértéken {\displaystyle \,n} darab szám átlagát, azaz a számok összegének {\displaystyle \,n}-ed részét értjük. A számtani közepet általában {\displaystyle \,A} betűvel jelöljük:
A kiindulási értékeket összeadjuk, majd az összeget elosztjuk az összeadott számok darabszámával. A hétköznapi életben ezt egyszerűen „átlagnak” hívjuk. A matematikában a számtani közép elnevezés a mértani és a harmonikus középtől való megkülönböztetést szolgálja. Ezt a hármat pitagoraszi középnek is nevezik.
Ideálisan normális eloszlású, vagy akár csak szimmetrikus eloszlású adatok esetén a számtani közép értéke egybeesik a medián és a módusz értékével. Ha az eloszlás ferde, akkor a számtani közép nem esik egybe a mediánnal és a módusszal, tehát nem ez a leggyakoribb érték, és nem is a középső érték.
A könnyű számíthatósága és értelmezhetősége okán számos területen használják, például statisztikában, történelemben, szociológiában és pénzügyekben. Annak ellenére, hogy statisztikailag nem megfelelően jellemzi a sokaságot, az egy főre jutó jövedelmet számtani középpel számítják. Ennek oka, hogy habár közép felé húz, a számtani közép nem robusztus statisztika, mivel erősen hatnak rá a kilógó adatok, például a kevés magas jövedelem felhúzza a számtani közepet. Ezek hatása csökkenthető a kiugró értékek kiszűrésével, mint például a Dixon teszt vagy a Grubbs teszt, vagy más az eloszlásnak megfelelő statisztikát és középérték-számítást kell választani.
Egy téves használat szerint, ha x és y számok, akkor bármely számtani sorozat, aminek tagjai a kettő közé esnek, nevezhető x és y számtani közepének.

## Értelmezés
Az a és a b számok számtani közepe akkor és csak akkor m, ha {\displaystyle m-a=b-m}.
Legyenek {\displaystyle X_{1},\dots ,X_{n}} független azonos eloszlású valószínűségi változók {\displaystyle \mu } várható értékkel és {\displaystyle \sigma } szórással, ekkor az {\displaystyle m={\frac {1}{n}}\sum _{i=1}^{n}X_{i}} középérték szintén {\displaystyle \mu } körül ingadozik, és szórása kisebb, mint {\displaystyle {\sqrt {\frac {\sigma ^{2}}{n}}}}. Ha tehát egy valószínűségi változó várható értéke és szórása is véges, akkor a Csebisev-egyenlőtlenség miatt a mintaközép a minta elemszámának növelésével sztochasztikusan konvergál a valószínűségi változó várható értékéhez. Tehát a számtani közép alkalmas a várható érték becslésére, viszont érzékeny a nem tipikus adatokra (lásd: medián).

## A számtani középre vonatkozó alaptétel
Tétel: Ha {\displaystyle \,a,b,c} valós számok, és {\displaystyle \,b=A(a;c)}, vagyis {\displaystyle \,b} az {\displaystyle \,a} és {\displaystyle \,c} számok számtani közepe, akkor {\displaystyle b-a=c-b={\frac {c-a}{2}}}. Szemléletesen ez azt jelenti, hogy {\displaystyle \,b} az {\displaystyle \,a} és a {\displaystyle \,c} számoktól egyenlő távolságra (vagyis „középen”) helyezkedik el a számegyenesen. Valóban, hiszen ha {\displaystyle b={\frac {a+c}{2}}}, akkor {\displaystyle b-a={\frac {a+c}{2}}-a={\frac {a+c-2a}{2}}={\frac {c-a}{2}}} és {\displaystyle c-b=c-{\frac {(a+c)}{2}}={\frac {2c-a-c}{2}}={\frac {c-a}{2}}}.

Adott {\displaystyle a_{1},\dots ,a_{n}\in \mathbb {R} } valós számok számtani középértéke nem lehet kisebb, mint a számok legkisebbike, és nem lehet nagyobb, mint a számok legnagyobbika:

## Algebrai tulajdonságok
Ha a tetszőleges {\displaystyle a_{1},\dots ,a_{n}\in \mathbb {R} } számsorozatot tetszőlegesen hosszan bővítjük e számok számtani közepével, akkor az így kibővített sorozat tagjainak számtani középértéke megegyezik az eredeti számtani középpel:
A számtani és mértani közép közötti egyenlőtlenség:
{\displaystyle \operatorname {A} (a,b)\geq \operatorname {G} (a,b)}
Mivel középre húz, alkalmas a centrális tendencia mérésére. Ezek közé tartozik, hogy:
- Ha az  {\displaystyle x_{1},\dotsc ,x_{n}} számok számtani közepe {\displaystyle {\bar {x}}}, akkor  {\displaystyle (x_{1}-{\bar {x}})+\dotsb +(x_{n}-{\bar {x}})=0}. Ezt azzal szemléltetik, hogy a számtani középtől balra és jobbra levő számok ellensúlyozzák egymást. A számtani közepet egyértelműen meghatározza ez a tulajdonsága, tehát nincs más ilyen tulajdonságú szám.
- Ha az {\displaystyle x_{1},\dotsc ,x_{n}} számokat egyetlen paraméterrel kell jellemezni, akkor erre a számtani közép a legalkalmasabb, mivel minimalizálja a négyzetes eltéréseket a paramétertől. Ezt a minta négyzetes hibájának, vagy torzított tapasztalati szórásnégyzetnek nevezik.[2] A számtani közép (ilyen kontextusban tapasztalati várható érték) torzítatlanul közelíti a minta várható értékét.

## Szembeállítás a mediánnal
A számtani közép szembeállítható a mediánnal. A medián definíció szerint a minta középső eleme, tehát az elemek fele kisebb, fele nagyobb nála. Páros elemszám esetén a medián a két középső elem számtani közepe. A számtani közép és a medián akkor esik egybe, ha a rendezett sorozat számtani. Például, ha a rendezett sorozat  {\displaystyle {1,2,3,4}} akkor a számtani közép és a medián is 2,5. Ha például {\displaystyle {1,2,4,8,16}}, akkor a számtani közép 6,2, de a medián 4. A számtani közép lehet sokkal nagyobb, vagy kisebb is, mint a sorozat legtöbb eleme.
A medián és a számtani közép együttes használata elterjedt. Statisztikai elemzések szerint az 1980-as évektől az Amerikai Egyesült Államokban a jövedelem számtani közepe gyorsabban nőtt, mint a mediánja.

## Számtani sorozatok
Számtani sorozatban – az elsőt kivéve – bármelyik tag a két szomszédjának számtani közepe. Általában {\displaystyle \,a_{n}} tag az {\displaystyle \,a_{n-k}} és {\displaystyle \,a_{n+k}} tagok számtani közepe, ha {\displaystyle \,n>k} pozitív egészek. Ennek megfordítása is igaz (ha egy sorozatban bármely két tag a szomszédos tagok számtani közepe, akkor az egy számtani sorozat), mégpedig egyszerű következménye a számtani középre vonatkozó alaptételnek.

## Súlyozott számtani közép
A számtani középnek súlyozott változata is értelmezhető. Alkalmazzák például a keverési feladatokban, a valószínűségszámításban és a statisztikában.
A súlyozott számtani közép számítása:
{\displaystyle {\bar {x}}={\frac {\displaystyle \sum _{i=1}^{n}{w_{i}\cdot x_{i}}}{\displaystyle \sum _{i=1}^{n}w_{i}}}}.
ahol az {\displaystyle x_{i}} számok rendre a {\displaystyle w_{i}} súlyokkal szerepelnek.
A keverési feladatokban {\displaystyle x_{i}} jelöli a koncentrációt vagy a hőmérsékletet, és {\displaystyle w_{i}} a térfogatot, vagy a tömeget.
A statisztikai alkalmazásokban az {\displaystyle x_{i}} adatpontokhoz tartozó {\displaystyle w_{i}} súlyok azt mutatják, hogy az adott adatpont hányszor jelenik meg a mintában.
Több minta összetevésekor az egyes minták középértékeit a megfelelő minták elemszámával súlyozzák.
A valószínűségszámításban, ha az {\displaystyle \mathbf {X} _{i}} valószínűségi vektorváltozók közös várható értéke {\displaystyle \mathbf {\mu } _{i}}, de szórásuk rendre {\displaystyle \sigma _{i}}, akkor a súlyozott középérték {\displaystyle \mathbf {\mu } _{i}} körül ingadozik, és szórásnégyzete
{\displaystyle \sigma _{\bar {x}}^{2}={\frac {\displaystyle \sum _{i=1}^{n}w_{i}^{2}\sigma _{i}^{2}}{\displaystyle \left(\sum _{i=1}^{n}w_{i}\right)^{2}}}}.
Ha most {\displaystyle w_{i}={\frac {1}{\sigma _{i}^{2}}}}, akkor
{\displaystyle \sigma _{\bar {x}}^{2}={\frac {\displaystyle \sum _{i=1}^{n}{\frac {1}{\sigma _{i}^{4}}}\sigma _{i}^{2}}{\displaystyle \left(\sum _{i=1}^{n}{\frac {1}{\sigma _{i}^{2}}}\right)^{2}}}={\frac {\displaystyle \sum _{i=1}^{n}{\frac {1}{\sigma _{i}^{2}}}}{\displaystyle \left(\sum _{i=1}^{n}{\frac {1}{\sigma _{i}^{2}}}\right)^{2}}}={\frac {1}{\displaystyle \sum _{i=1}^{n}{\frac {1}{\sigma _{i}^{2}}}}}}.
A Cauchy–Bunyakovszkij–Schwarz-egyenlőtlenség alapján
{\displaystyle \left(\sum _{i=1}^{n}w_{i}^{2}\sigma _{i}^{2}\right)\cdot \left(\sum _{i=1}^{n}{\frac {1}{\sigma _{i}^{2}}}\right)\geq \left(\sum _{i=1}^{n}w_{i}\right)^{2}}.
A {\displaystyle w_{i}={\frac {1}{\sigma _{i}^{2}}}} választás minimalizálja a középérték szórását. A súlyok választása mutatja, hogy melyik adatnak mekkora fontosságot tulajdonítunk.

## Alkalmazás
A számtani közepet additív – magyarul összeadható – mennyiségek átlagolására használjuk (például magasságok átlaga, testsúlyok átlaga stb.).

## Függvény középértéke
A Riemann-integrálható függvények középértéke a számtani közép általánosításaként fogható fel.
Az {\displaystyle f:[a,b]\to \mathbb {R} } Riemann-integrálható függvény középértéke
{\displaystyle {\bar {f}}:={\frac {1}{b-a}}\int _{a}^{b}f(x)\mathrm {d} x}
Ha most egyenlő osztásközöket veszünk, ahol {\displaystyle \{x_{0},x_{1},x_{2},\dots ,x_{n}\}} osztópontok, és a két szomszédos osztópont közötti távolság {\displaystyle h={\frac {b-a}{n}}}, akkor az
{\displaystyle m_{n}(f):={\frac {f(x_{1})+f(x_{2})+\dots +f(x_{n})}{n}}={\frac {1}{b-a}}\sum _{k=1}^{n}f(x_{k})h}
számtani közép tart az {\displaystyle {\bar {f}}\;} középértékhez.
Ha f folytonos, akkor az integrálszámítás középértéktétele szerint létezik {\displaystyle \xi \in [a,b]}, amire {\displaystyle f(\xi )={\bar {f}}\;}, a függvény legalább egy helyen felveszi középértékét.
A középértéknek is van súlyozott változata, ahol is a {\displaystyle w(x)\;} súlyfüggvény pozitív minden {\displaystyle x\in [a,b]}-re. Ekkor a súlyozott középérték
{\displaystyle {\bar {f}}={\frac {\int _{a}^{b}f(t)w(t)\mathrm {d} t}{\int _{a}^{b}w(t)\mathrm {d} t}}}.
Az {\displaystyle (\Omega ,{\mathcal {A}},\mu )} mértéktérben, ahol {\displaystyle \mu (\Omega )<\infty }, a Lebesgue-integrálható függvények középértéke
{\displaystyle {\bar {f}}:={\frac {1}{\mu (\Omega )}}\int _{\Omega }f(x)\,\mathrm {d} \mu (x)}.
Valószínűségi tér esetén, ahol {\displaystyle \mu (\Omega )=1\;}, a középérték az
{\displaystyle {\bar {f}}:=\int _{\Omega }f(x)\,\mathrm {d} \mu (x)}
alakra hozható, ami éppen az f(x) várható értéke.

## Folytonos valószínűségi eloszlások

Két, különböző ferdeségű lognormális eloszlás középértékeinek középértékeinek (várható érték, medián és módusz) összehasonlítása

Valószínűségi eloszlások esetén annak a valószínűsége, hogy az érték a számegyenes melyik szakaszára esik, különbözhet attól, hogy az érték egy másik, de ugyanolyan hosszú szakaszra esik. Egyenlőség minden szakaszpárra csak geometriai eloszlás esetén áll fenn. A többi esetet eloszlásfüggvénnyel vagy sűrűségfüggvénnyel írják le. A súlyozott átlag megfelelője itt a valószínűségeloszlás várható értéke. A valószínűségeloszlás folytonos, ha eloszlásfüggvénye folytonos. A sűrűségfüggvény létezéséhez az eloszlásfüggvénynek differenciálhatónak kell lennie. Az egyik leggyakrabban használt eloszlásfüggvény a normális eloszlás, ami szimmetrikus a várható értékére, így mediánja és módusza is a várható értéke. Nem szimmetrikus eloszlások esetén ezek különböznek. Egy gyakran használt nem szimmetrikus (ferde) a lognormális eloszlás, amit az ábra is mutat.

## Szögek
Szögek és más hasonló mennyiségek, egy modulus szerinti mennyiségek átlagolására alkalmatlan a számtani közép. Az egyik nehézség az, hogy a két mennyiségnek két távolsága van, amelyek közül a kisebbet szokták távolságon érteni, de a számtani közép lehet, hogy a nagyobb távolságot felezi. Például, ha a két mennyiség 1 és 359 fok, akkor a hagyományos számtani közép 180 fokot ad, pedig a 0 vagy 360 foknak geometriai jelentése is lenne. Egy másik probléma az, hogy a modulo mennyiségek értelmezhetők többféleképpen is. Például 1 és 359 fok helyett lehetne 1 és -1 fok, de lehetne 361 és 719 fok is, ami több különböző eredményt ad. Éppen ezért ezekre a mennyiségekre át kell definiálni a számtani közepet, hogy a moduláris távolságot felezze. Az így definiált mennyiség a moduláris számtani közép, vagy moduláris átlag.

## Kapcsolat más közepekkel
Legyen {\displaystyle f} egy {\displaystyle I} intervallumon értelmezett szigorúan növő folytonos függvény. Legyenek továbbá adva a {\displaystyle w_{i},0\leq w_{i}\leq 1,\sum _{i}w_{i}=1} súlyok. Ekkor az {\displaystyle x_{i}\in I} számok {\displaystyle w_{i}}-vel súlyozott  kváziaritmetikai közepe
{\displaystyle {\bar {x}}_{f}=f^{-1}\left(\sum _{i=1}^{n}w_{i}f(x_{i})\right)}.
Nyilván
{\displaystyle \min(x_{i})\leq {\bar {x}}_{f}\leq \max(x_{i})}.
Így a különböző f függvényekkel különböző közepek definiálhatók. {\displaystyle f(x)=x} visszaadja a számtani közepet, {\displaystyle f(x)=\log(x)} a mértani közepet, és {\displaystyle f(x)=x^{k}} a k-adik hatványközepet.
Mindezek a közepek függvényekre is általánosíthatók. Ehhez azt kell még kikötni, hogy az f függvény értelmezési tartománya tartalmazza az u függvény képhalmazát. Ekkor az u függvény középértéke:
{\displaystyle {\bar {u}}_{f}=f^{-1}\left({\frac {\int f(u(t))w(t)\mathrm {d} t}{\int w(t)\mathrm {d} t}}\right)}

## Fordítás
Ez a szócikk részben vagy egészben  az   Arithmetic mean című angol Wikipédia-szócikk fordításán alapul.  Az eredeti cikk szerkesztőit annak laptörténete sorolja fel. Ez a jelzés csupán a megfogalmazás eredetét és a szerzői jogokat jelzi, nem szolgál a cikkben szereplő információk forrásmegjelöléseként.